# Susanne von Caemmerer

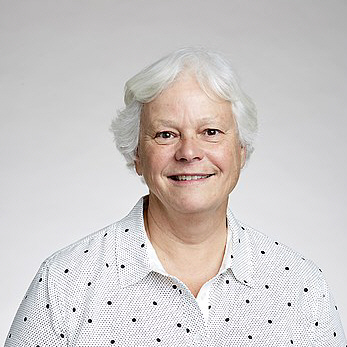
Susanne von Caemmerer (2017)

Susanne von Caemmerer (* 25. Juni 1953 in Freiburg im Breisgau) ist eine deutsch-australische Biologin (Pflanzenphysiologie) und Mathematikerin.

## Leben
Susanne von Caemmerer ist die Tochter des deutschen Juristen Ernst von Caemmerer. Sie studierte Mathematik, Botanik und Philosophie an der Australian National University (ANU) mit dem Bachelor-Abschluss 1976 in Mathematik und der Promotion 1981 über mathematische Modellierung der Photosynthese. Als Post-Doktorandin war sie an der Carnegie Institution in Washington D.C. und an der Stanford University. Ab 1983 war sie Research Fellow, ab 1994 Fellow und seit 2005 Professorin für molekulare Pflanzenphysiologie an der ANU.
Sie entwickelte einfache quantitative Modelle der Kohlenstoffdioxid-Fixierung in den Blättern von Pflanzen, die auch zur Berechnung der globalen Kohlenstoffdioxid-Fixierung benutzt werden.
Außerdem erforscht sie die Photosynthese und deren Steuerung (besonders der Kohlenstoffdioxidaufnahme und Kohlenstoffdioxid-Diffusion in Blättern) bei C3-Pflanzen und C4-Pflanzen experimentell zum Beispiel mit Antisense-Technik, bei der Gene bestimmter für die Photosynthese wichtiger Enzyme selektiv blockiert werden. Sie erforscht auch den Wasserverlust in Blättern (Bewegung der Stomata).
Sie ist Mitglied im C4 Rice Consortium, das die wichtigen Gene für optimale Photosyntheseleistung und Nahrungsproduktion von transgenen Reispflanzen finden will.
Sie ist seit 2006 Mitglied der Leopoldina und der Australian Academy of Sciences. 2017 wurde sie Fellow der Royal Society. 2014 erhielt sie den Charles F. Kettering Award der American Society of Plant Biologists.
Sie ist Associate Editor von Plant Physiology und im Herausgebergremium von Plant, Cell and Environment.

## Schriften (Auswahl)
- mit Graham D. Farquhar, Joseph A. Berry: A biochemical model of photosynthetic CO2 assimilation in leaves of C3 species. In: Planta. Band 149, Nummer 1, 1980, S. 78–90, JSTOR:23374770, PMID 24306196.
- mit Graham D. Farquhar: Some relationships between the biochemistry of photosynthesis and the gas exchange of leaves. In: Planta. Band 153, Nummer 4, 1981, S. 376–387, JSTOR:23375285.
- mit John R. Evans: Determination of the average partial pressure of CO2 in chloroplasts from leaves of several C3 plants. In: Australian Journal of Plant Physiology. Band 18, Nummer 3, 1991, S. 287–305, doi:10.1071/PP9910287.
- mit John R. Evans, Graham S. Hudson, T. John Andrews: The kinetics of ribulose-1,5-bisphosphate carboxylase/oxygenase in vivo inferred from measurements of photosynthesis in leaves of transgenic tobacco. In: Planta. Band 195, Nummer 1, 1994, S. 88–97, JSTOR:23383074.
- mit Graham D. Farquhar, Joseph A. Berry: Models of Photosynthesis. In: Plant Physiology. Band 125, Nummer 1, 2001, S. 42–45, doi:10.1104/pp.125.1.42.
- mit Vanda Quinn, Nola C. Hancock, G. Dean Price, Robert T. Furbank, Martha Ludwig: Carbonic anhydrase and C4 photosynthesis: A transgenic analysis. In: Plant Cell & Environment. Band 27, Nummer 6, 2004, S. 697–703, doi:10.1111/j.1365-3040.2003.01157.x.
- mit Tsuyoshi Furumoto, Katsura Izui, Vanda Quinn, Robert T. Furbank: Phosphorylation of phosphoenolpyruvate carboxylase is not essential for high photosynthetic rates in the C4 species Flaveria bidentis. In: Plant Physiology. Band 144, Nummer 4, 2007, S. 1936–1945, doi:10.1104/pp.107.102541.
- mit Irene Baroli, G. Dean Price, Murray R. Badger: The contribution of photosynthesis to the red light response of stomatal conductance. In: Plant Physiology. Band 146, Nummer 2, 2009, S. 737–743, doi:10.1104/pp.107.110924.
- mit Wataru Yamori: Effect of Rubisco activase deficiency on the temperature response of CO2 assimilation rate and Rubisco activation state: Insights from transgenic tobacco with reduced amounts of Rubisco activase. In: Plant Physiology. Band 151, Nummer 4, 2009, S. 2073–2082, doi:10.1104/pp.109.146514.
- mit Robert T. Furbank, John Sheehy, Gerry Edwards: C4 rice: a challenge for plant phenomics. In: Functional Plant Biology. Band 36, Nummer 10/11, 2009, S. 845–856, doi:10.1071/FP09185.
- mit Andreas P. M. Weber: Plastid transport and metabolism of C3 and C4 plants – comparative analysis and possible biotechnological exploitation. In: Current Opinion in Plant Biology. Band 13, Nummer 1, 2010, S. 256–264, doi:10.1016/j.pbi.2010.01.007.
- mit John R. Evans: Enhancing C3 photosynthesis. In: Plant Physiology. Band 154, Nummer 2, 2010, S. 589–592, doi:10.1104/pp.110.160952.
- mit W. Paul Quick, Robert T. Furbank: The Development of C4 Rice: Current Progress and Future Challenges. In: Science. Band 336, Nummer 6089, 2012, S. 1671–1672, doi:10.1126/science.1220177.